# Ippolito Scalza
Ippolito Scalza (né à Orvieto 1532 et mort dans la même ville en 1617) est un sculpteur et architecte italien.

## Biographie
Ippolito Scalza est issu d'une famille active dans le domaine artistique, ses deux frères étaient également architectes, sculpteurs et mosaïstes. Les premières informations le concernant datent de 1554 quand il est assisté par Simone Mosca et Raffaello da Montelupo, lors des travaux pour la cathédrale d'Orvieto.
Toujours à Orvieto, il a conçu les palais Clementini et Buzi, puis Mercedari , dans le style de Sangallo.
En tant que sculpteur, il a travaillé sur le tombeau de Farratini à Amelia en 1564. En 1567, il est promu maître d'œuvre de la cathédrale d'Orvieto et conserve ce poste jusqu'à sa mort, s'occupant de la décoration des chapelles latérales, donnant vie au groupe de la Pietà,.
Il a également travaillé à la cathédrale de Montepulciano, cathédrale San Lorenzo (portail en travertin), l'église du Crucifix à Todi et l'église paroissiale de Ficulle.

## Images

"
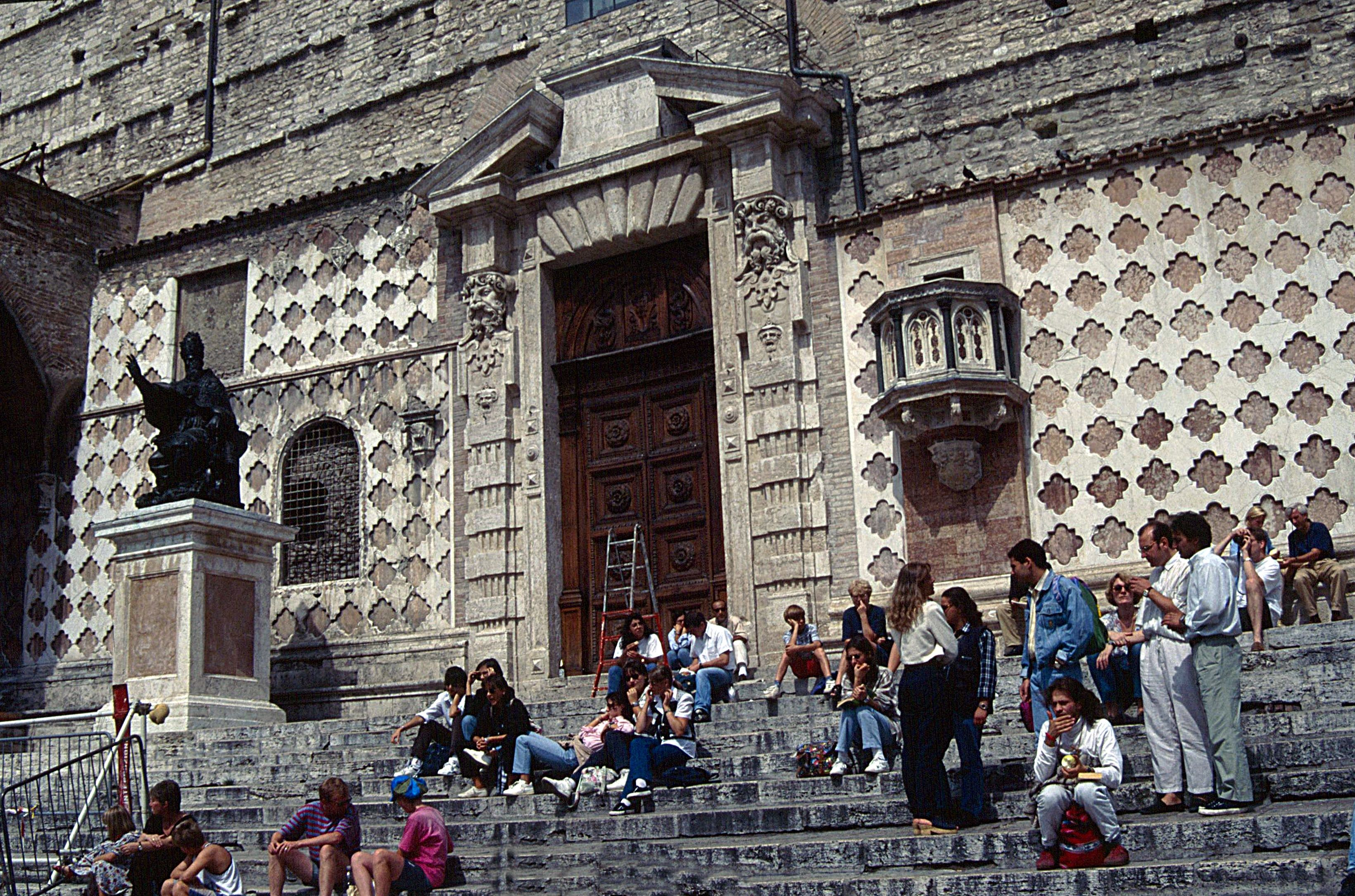
Portail de la cathédrale San Lorenzo à Pérouse.
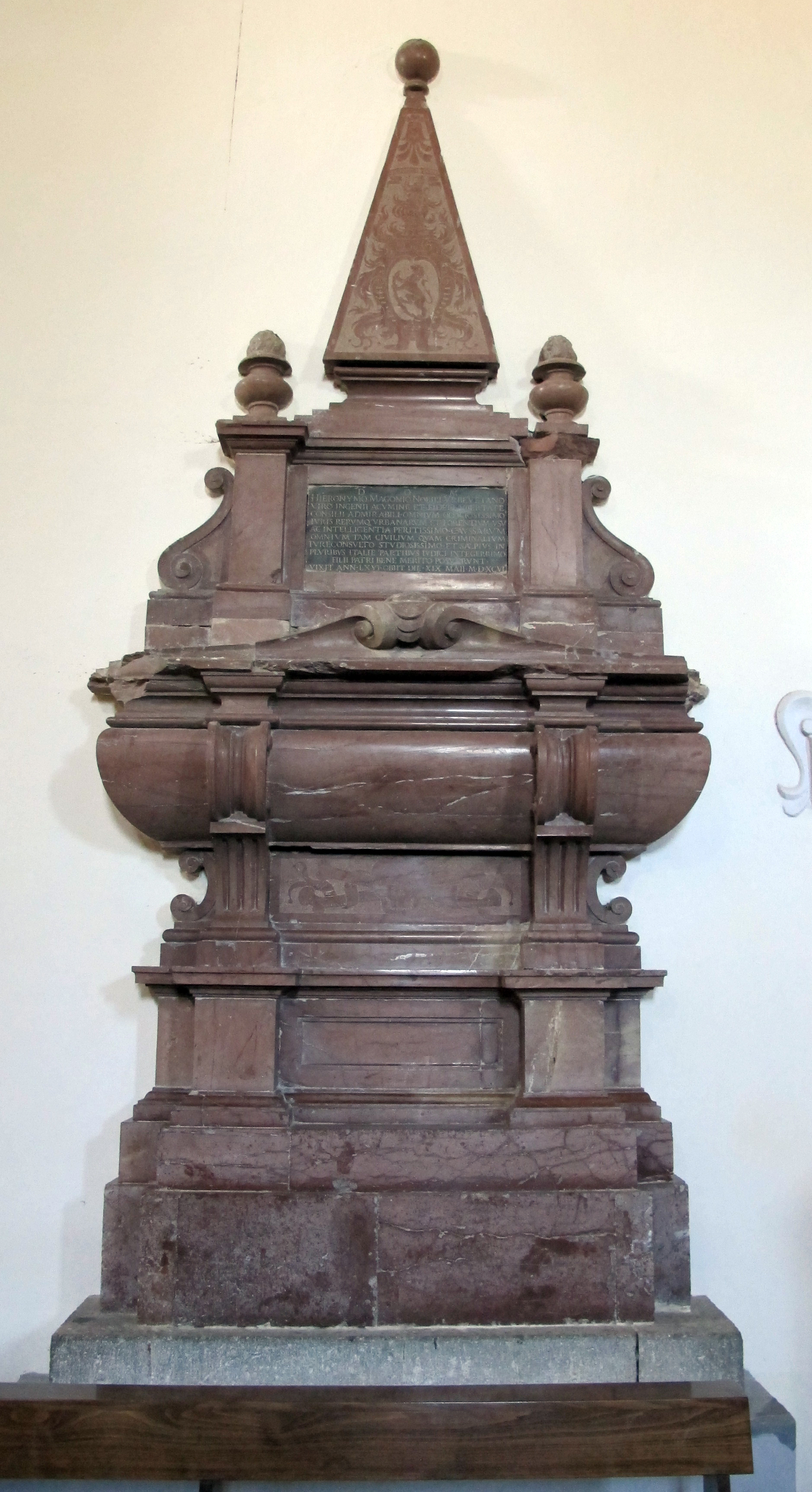
Monument a Girolamo Magoni, cathédrale d'Orvieto.
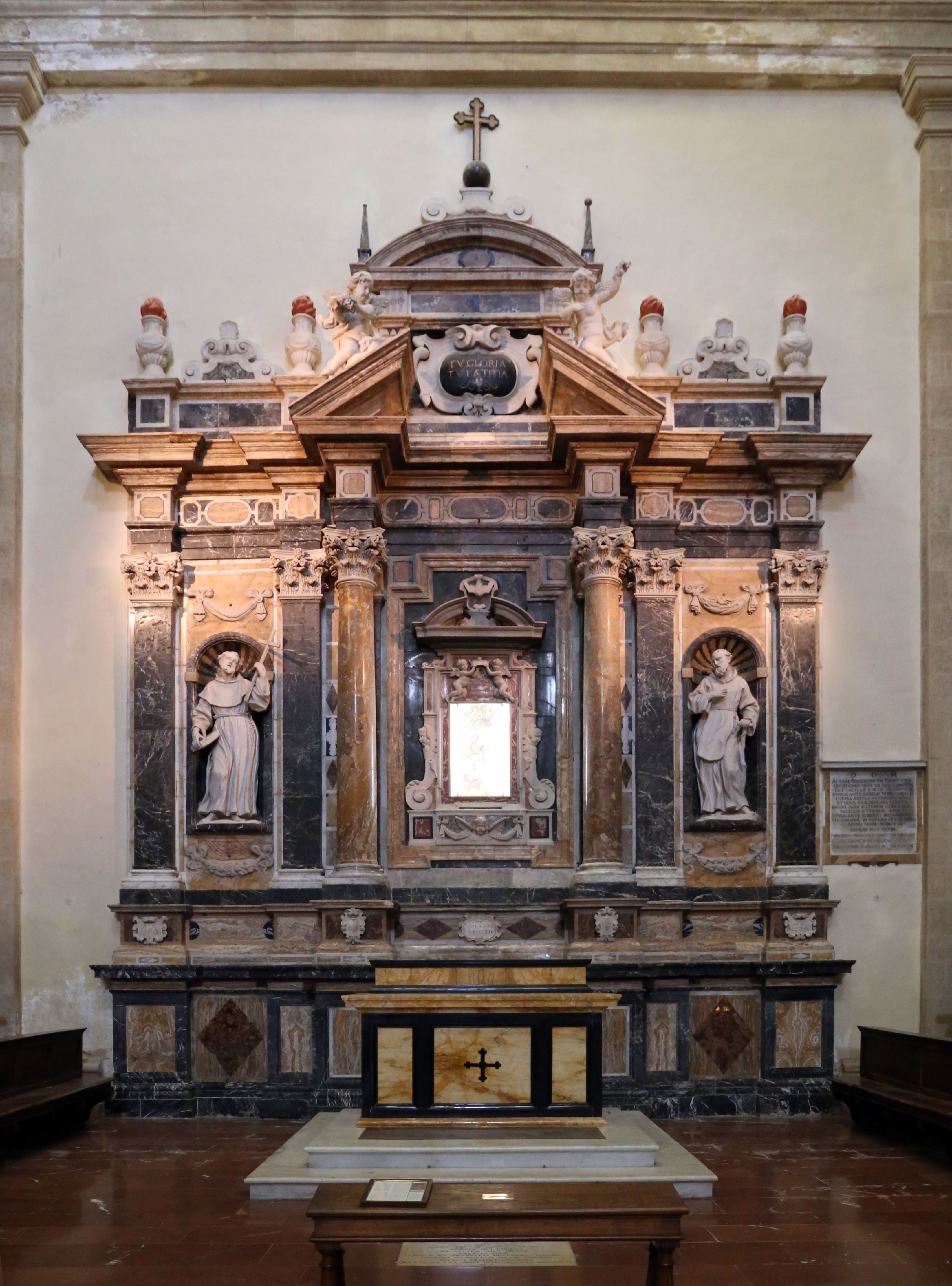
Autel de la Madone de saint Martin, cathédrale de Montepulciano.